# Mizuki Tsujimura
Mizuki Tsujimura (?, 辻村深月, Tsujimura Mizuki; Fuefuki, 29 febbraio 1980) è una scrittrice giapponese.

## Biografia
Nata nel 1980 a Fuefuki, ha compiuto gli studi all'Università di Chiba. 
Appassionata lettrice fin dall'infanzia, ha iniziato a scrivere racconti durante gli anni del college e ha esordito nella narrativa nel 2004 con il romanzo Tsumetai Kosha no Toki wa Tomaru vincendo il Mephisto Prize lo stesso anno.
Autrice di numerosi romanzi, light novel e raccolte di racconti, ha vinto nel 2012 il Premio Naoki con Kagi no nai Yume wo Miru e nel 2018 il Japan Booksellers' Award con Il castello invisibile.
Ha scritto la sceneggiatura del film Doraemon - Il film: Nobita e le cronache dell'espolorazione della Luna, uscito nel 2019.

## Opere (parziale)
- Tsumetai Kosha no Toki wa Tomaru (2004)
- Zero, hachi, zero, Nana (2009)
- Minasoko fesuta (2010)
- Ōdā meido satsujin kurabu (2011)
- Tsunagu (2011)
- Kagi no nai Yume wo Miru (2012)
- Honjitsu wa taian nari (2012)
- Shima wa bokura to (2013)
- Asa ga kuru (2015)
- Haken anime! (2017)
- Il castello invisibile[7] (Kagami no kojo, 2017), Milano, DeA Planeta, 2019 traduzione di Bruno Forzan ISBN 978-88-511-6821-6.

## Adattamenti

### Cinema
- Tsunagu, regia di Yûichirô Hirakawa (2012)
- Taiyô no suwaru basho, regia di Hitoshi Yazaki (2014)
- Sakura saku, regia di Chihiro Ikeda (2017)
- True Mothers, regia di Naomi Kawase (2020)
- Haken anime!, regia di Kohei Yoshino (2022)
- Il castello invisibile, regia di Keiichi Hara (2022)

### Televisione
- Honjitsu wa taian nari serie TV (2012)
- Asa ga kuru serie TV (2016)

## Premi e riconoscimenti
- Mephisto Prize: 2004 vincitrice con Tsumetai Kosha no Toki wa Tomaru
- Yoshikawa Eiji Prize for New Writers: 2011 vincitrice con Tsunagu
- Premio Naoki: 2012 vincitrice con Kagi no nai Yume wo Miru
- Japan Booksellers' Award: 2018 vincitrice con Il castello invisibile